# 전광우 (1959년)
전광우(全光雨, 1959년 9월 25일 ~ )은 대한민국의 정치인이다. 제36대 부산광역시 동래구청장이다.

## 학력
- 한국방송통신대학교 행정학과 학사 졸업

### 비학위 수료
- 동아대학교 경영대학원 경영학과 운영관리 재학

## 경력
- 박관용 국회의원 비서
- 이진복 국회의원 사무국장
- 한나라당 동래구 지구당 조직부장
- 한나라당 중앙위원회 <해양수산분과> 부위원장
- (사)해오름 청소년 육성회 사무총장
- 동아대학교 경영대학원 원우회 감사
- 2014.07 ~ 2018.06 제36대 부산광역시 동래구 구청장
- 2016.12.27 새누리당 탈당
- 2017.01.24 바른정당 입당
- 2017.05.02 바른정당 탈당
- 2017.05.06 자유한국당 입당

## 역대 선거 결과
|  | 46.95% |

|  | 38.95% |